# Ernest et Célestine : Le Voyage en Charabie
Série
Ernest et Célestine
(2012)
Pour plus de détails, voir Fiche technique et Distribution.
Ernest et Célestine : Le Voyage en Charabie (également écrit Ernest et Célestine : Le Voyage en Charabïe) est un film d'animation français réalisé par Julien Chheng et Jean-Christophe Roger et sorti en 2022. Il s'agit de la suite du film Ernest et Célestine, sorti en 2012. Comme le précédent, il s'agit d'un dessin animé en deux dimensions qui s'inspire de la série de livres pour la jeunesse du même nom publiée par l'auteure et illustratrice belge Gabrielle Vincent de 1981 à 2000.
Le film suit Ernest et Célestine qui partent en voyage dans le pays natal d'Ernest, la Charabie, pour pouvoir réparer son violon malencontreusement cassé. Mais Ernest, passionné de musique, ne tarde pas à s'attirer involontairement des ennuis, il se fait arrêter pour avoir joué des notes interdites. Il ne reconnaît plus son pays où la musique est dorénavant bannie. Les deux amis découvrent heureusement l'existence d'une Résistance musicale à laquelle ils prêtent leur aide.

## Synopsis
Célestine réveille Ernest et le sort d'une hibernation de trois mois. Il a faim, il n’y a presque rien à manger et pas d'argent. Célestine pousse Ernest à sortir jouer du violon dans la rue pour gagner de quoi se nourrir. Elle va chercher l'instrument qui est trop lourd pour elle, tombe dans l'escalier et le casse accidentellement. Ernest est catastrophé ! Il s'agit d'un "Stradivarours" très ancien et très précieux. Ne pouvant en acheter un autre, Célestine propose de  l'amener à réparer, mais seul le vieux luthier de Charabie, le pays natal d'Ernest, serait capable de réparer les dégâts.
Pourtant, Ernest refuse catégoriquement de retourner là-bas, il préfère ne plus jouer de violon du tout ! Célestine décide alors de partir seule, avec le violon et une carte géographique, se glissant clandestinement dans le car qui part vers cette lointaine destination. À son réveil, Ernest découvre que Célestine a disparu et trouve le mot qu'elle a laissé pour lui. Affolé, il démarre sa vieille camionnette en trombe et part à sa rencontre.
Célestine continue son voyage à pied dans la neige après avoir été prise en stop, mais elle manque de s'envoler à cause des vents violents et perd sa carte qui atterrit sur le pare-brise d'Ernest. Ils finissent par se retrouver, Célestine est frigorifiée et Ernest a toujours faim. Arrivés enfin en Charabie, celui-ci prévient son amie que la musique est partout dans ce pays, tout le monde joue d'un instrument, mais Célestine s'étonne  de n'entendre aucune note. Elle voit même des gardes armés de lances à incendie doucher les oiseaux qui osent chanter. Ils découvrent bientôt que la musique a été interdite et que les habitants ne sont autorisés à jouer qu'une seule note, le do. Des concerts "monophoniques" sont organisés où le pianiste joue la seule touche restant sur le clavier !
Ernest est abasourdi, trouve la situation absurde et refuse d'arrêter de jouer du bandonéon. Il est arrêté par la police et mis en prison. Il est examiné par une médecin qui se révèle être sa mère. Elle le fait libérer sur le champ, bien que ce soit son père, le juge, qui l'ait fait enfermer. Ses parents vivent séparément dans leur maison coupée littéralement en deux, comme le veut la coutume en Charabie. Célestine est ravie de rencontrer la famille d'Ernest, mais celui-ci est en mauvais termes avec son père. Ce dernier lui reproche d'avoir choisi d'être musicien au lieu de devenir juge comme lui et ses ancêtres. En effet, dans ce pays, une loi oblige les garçons à exercer le même métier que leur père, et les filles celui de leur mère. "C'est comme ça et pas autrement", comme dit la devise de Charabie.
Ernest retrouve Mila, sa petite sœur qui a bien grandi, et qui s'apprête à devenir médecin comme sa mère. Elle lui raconte combien le pays a changé depuis son départ. La police poursuit ceux qui se nomment la Résistance musicale, dont un musicien masqué appelé Mifasol qui nargue les autorités en jouant du saxophone. Les instruments sont confisqués, dont le bandonéon d'Ernest. Célestine a pu suivre en filature l'agent qui l'a saisi, descendant un escalier secret et envoyant l'instrument au loin dans un panier et une tyrolienne.
Le juge explique au comité de sécurité qu'il a fait libérer son fils non par favoritisme, mais pour le filer jusqu'au repaire de la Résistance musicale et arrêter le fameux Mifasol. Ernest et Célestine comprennent que les oiseaux transmettent des informations sous forme de mélodie pour trouver ce repaire. Ils pénètrent dans un endroit secret qui se révèle être un bar clandestin où jouent des musiciens toutes les mélodies interdites. Ils y retrouvent le vieux luthier à qui ils demandent de réparer le précieux violon. Mais l'alerte est donnée, des policiers ont repéré l'endroit, et en actionnant un bouton spécial, tous les instruments se retrouvent cachés dans une tenture au plafond. Les musiciens font semblant de rien, de jouer aux cartes, pendant que les policiers inspectent les lieux. Mais l'un d'eux actionne le bouton et tous les instruments tombent au sol. La police essaie d'arrêter tout le monde, Mifasol s'enfuit avec le violon, mais il est rattrapé par les agents en permettant à Ernest et Célestine de s'échapper.
Celle-ci sait que les instruments sont cachés dans la prison, Ernest a alors l'idée de se déguiser en juge pour y pénétrer, officiellement pour en inspecter la solidité. Il visite la cellule de Mifasol mais tombe fortuitement sur son père. Ce dernier découvre qu'il s'agit en fait de son fils, mais Ernest se tire d'embarras en lui expliquant qu'il voulait essayer la robe de juge, rendant son père tout fier. Ensemble ils s'apprêtent à enlever le masque de Mifasol et découvrent qu'il s'agit de Mila. Son père lui intime de ne le révéler à personne, car c'est lui qui a promulgué la loi appelée "Ernestof", d'après le vrai nom de son fils, interdisant la musique en Charabie. Il demande à son fils de consentir à devenir juge, cette loi sera alors abrogée et tout le monde pourra rejouer de la musique en liberté. Ernest accepte à contrecœur mais Célestine ne peut s'y résigner.
Mila réussit à s'échapper de sa cellule avec l'aide de Célestine. Ensemble, elles vont pister les instruments et découvrir qu'ils sont entreposés et rangés avec précaution dans un sous-sol, le violon d'Ernest réparé avec soin. Elles se rendent compte à leur grande surprise qu'elles sont dans la moitié de la maison du père. Pendant ce temps, Ernest s'apprête à prêter serment pour devenir juge, mais Mila et Célestine interrompent la cérémonie à temps, lui apportant son violon et révélant que c'est son père le juge qui l'a réparé. Ernest en joue devant l'assistance tandis que les gardes essaient de lui arracher des mains. Mila dévoile devant tous son vrai visage sous son masque, elle confie avoir toujours voulu être juge afin de rétablir la justice.
Les personnes présentes révèlent alors chacune leur métier souhaité, le juge annonce sur ce que la loi Ernestof est abolie. Tout le monde se met à jouer de la musique, le père entame un chant à la surprise et à la joie de tous. Les habitants forment une grande fanfare qui défile dans la ville. Plus tard, Ernest et Célestine disent au revoir à la famille qui leur demande de revenir les voir bientôt.

## Fiche technique
Sauf indication contraire, les informations mentionnées dans cette section peuvent être confirmées par les bases de données cinématographiques  présentes dans la section « Liens externes ».
- Titre original : Ernest et Célestine : Le Voyage en Charabie ou Ernest et Célestine : Le Voyage en Charabïe
- Réalisation : Julien Chheng et Jean-Christophe Robert
- Scénario : Guillaume Mautalent, Sébastien Oursel et Jean Regnaud, sur un idée d'Agnès Bidaud et Didier Brunner, d'après l'œuvre de Gabrielle Vincent
- Musique : Vincent Courtois
- Montage : Nazim Meslem
- Direction de l'animation : Davy Durand
- Direction artistique : Zaza et Zyk
- Production : Didier Brunner, Damien Brunner et Stephan Roelants
  - Production exécutive : Thibaut Ruby
- Sociétés de production : France 3 Cinéma, Les Armateurs, Studiocanal, Mélusine Productions et Folivari
- Société de distribution : Studiocanal
- Pays de production :  France
- Langue originale : français
- Genre : animation
- Durée : 79 minutes
- Dates de sortie :
  - France et Belgique : 14 décembre 2022
  - Canada : 16 décembre 2022

## Distribution (voix originales)
Sauf indication contraire, les informations mentionnées dans cette section peuvent être confirmées par les bases de données cinématographiques  présentes dans la section « Liens externes ».
- Lambert Wilson : Ernest
- Pauline Brunner : Célestine
- Michel Lerousseau : Naboukov
- Céline Ronté : Kamelia
- Lévanah Solomon : Mila et Mifasol
- Jean-Marc Pannetier : Octavius
- Christophe Lemoine : le chef de la police
- Georges Caudron : juge n° 1 et un policier
- Jean-Philippe Puymartin : juge n° 2
- Xavier Fagnon : l'ours trafiquant
- Charlotte Hennequin : juge n° 3 et voix d'ambiance

## Analyse
Le nom du pays de Charabie fait référence à du charabia, ce qui est incompréhensible.
« Notre histoire s’inscrit modestement dans la tradition de films comme Mon Oncle ou Brazil, » explique le producteur Didier Brunner. « Ils soulignaient chacun à leur manière l’absurdité des règles poussées à l’extrême. En Charabïe, nos héros luttent contre un clan qui a pris des décisions absurdes qui limitent la liberté des gens, sans aucune raison valable. Mais nous voulions aller plus loin dans ce nouveau récit. Nous souhaitions parler du droit à s’indigner, à ne pas respecter des bienséances, des règles sociales absurdes et souvent totalitaires. »
« La devise de la Charabïe C’est comme ça et pas autrement renforce l’idée d’une société qui ne tourne pas rond ! » renchérit le producteur Damien Brunner.
Un hommage discret à l’Ukraine : 
Il y trois ans, Didier et Damien Brunner ont eu l’idée de faire virevolter des mésanges jaunes et bleues dans cette histoire dédiée à la lutte pour la liberté. « Nous étions loin d’imaginer le drame de l’invasion de l’Ukraine, mais cette belle coïncidence nous a tous émus, » confie Damien Brunner.
Les réalisateurs Jean-Christophe Roger et Julien Chheng ont utilisé le logiciel TV Paint pour le rendu des images d’Ernest et Célestine : Le voyage en Charabïe. Ce software permet de faire de l’animation dessinée image par image numériquement en reproduisant les caractéristiques du dessin sur papier mais aussi d’obtenir un aspect de textures aquarellées sur les personnages.
Pour les paysages, le réalisateur Jean-Christophe Roger s’est inspiré des vallées Kalash du nord du Pakistan, et de la rivière Gilgit à l’extrême nord, où des maisons sont accrochées sur les flancs des hautes montagnes. Pour l’architecture, il s’est tourné vers des formes plus élaborées, plus colorées qui rappellent celles de la Turquie ou des vieux quartiers de Tbilissi, la capitale de la Géorgie. « Il fallait donner l’impression que ces rues existent depuis des siècles, » révèle le co-réalisateur Julien Chheng. « Il fallait symboliser la mise sous tutelle du pays en représentant des architectures plus autoritaires. On doit sentir que si tout est coloré, c’est parce que c’était jadis un pays joyeux, un lieu de fêtes. Quelque chose d’anormal s’est mis ensuite en place. »
La musique est inspirée des pays de l'Est : « Les noms des personnages charabiens qui se terminent en “off” faisaient forcément penser aux pays de l’Est, » souligne le compositeur Vincent Courtois. « J’ai eu envie de puiser des choses dans la musique des Balkans. J’ai écouté des musiques festives de Roumanie, notamment des danses de mariages qui fonctionnent comme des sortes de transes, sur des mesures impaires que je trouvais très intéressantes. Puis, j’ai prélevé simplement cette rythmique. Je n’ai pas utilisé la mélodie afin que ce ne soit pas trop caractérisé. C’est ainsi que j’ai construit progressivement l’univers musical imaginaire de la Charabïe.
Et puis dans le film, cet “orchestre de la libération” est extrêmement important. Il joue des mélodies interdites dans un bar clandestin. Je voulais que cette musique-là ait une couleur folklorique et qu’elle exprime aussi leur envie de liberté, de jouer sans entraves ni interdits. Autrement dit tout l’inverse des concerts à une seule note ! Et pour y parvenir, je me suis inspiré du Ska balkanique. A l’origine le Ska vient de la Jamaïque. Des groupes anglo-saxons l’ont revisité, mais il a été transposé aussi dans les orchestres populaires des Balkans. »

## Accueil

### Accueil critique
En France, le site Allociné propose une moyenne de 3,7⁄5, fondée sur l'interprétation de 20 critiques de presse.
Le magazine Elle parle d'« une merveille de film à voir en famille ». Pour Le Figaro, « Dix ans après le premier film d’animation, l’improbable duo s’offre une nouvelle aventure pleine de charme et d’intelligence. Un réjouissant cadeau de Noël. »
Pour Télérama, « entre la beauté du spectacle, la malice rebelle du conte et la réflexion subtile sur la famille, celle qu’on subit comme celle qu’on choisit, ce bijou de tendresse est bien plus qu’une simple suite : un cadeau réjouissant pour tous les publics, à déballer sans attendre Noël ».
Quant au journal Libération, il trouve le film « moins bouleversant mais aussi solaire que le premier, la suite des aventures de l’ours et de la souris reste un ravissement d’animation traditionnelle ».

## Distinctions
Sauf indication contraire, les informations mentionnées dans cette section peuvent être confirmées par les bases de données cinématographiques  présentes dans la section « Liens externes ».
Le film n'a gagné aucune récompense, mais il a obtenu plusieurs nominations :
- César 2023 : meilleur film d'animation[5]
- Annie Awards 2024 : meilleur long métrage d'animation indépendant